# Taaitaai
Taaitaai é um biscoito típico dos Países Baixos, comido tradicionalmente durante as festividades de Sinterklaas. Os taaitaai também são consumidos durante as festividades de São Pedro.
Os ingredientes utilizados na preparação da receita são farinha de centeio ou de trigo, mel, tempero de spekulaas, sementes de anis e fermento.
O nome taaitaai é proveniente de sua textura, bastante dura - taai, em neerlandês, significa duro ou rígido. A iguaria tem o sabor muito semelhante ao spekulaas; no entanto, diferentemente deste, o taaitaai tem um sabor de anis pronunciado.
Taaitaai é geralmente assado na forma de figuras humnas. Frequentemente, a figura representada é o próprio Sinterklaas, ou um de seus ajudantes. 
Uma antiga tradição em mercados de Sinterklaas diz que um jovem deveria oferecer à sua pretendente um coração de marzipã.  Em oposição, o oferecimento de um taaitaai era uma forma de zombaria.